# 킴벌리 닉슨
킴벌리 닉슨(Kimberley Nixon, 1985년 9월 24일 ~ )은 웨일스의 배우이다.

## 출연 작품
- 크리티컬 (2015)
- 어펜더: 범죄와의 전쟁   (2012)
- 프레쉬 미트 시즌1 (2011)
- 레지스탕스 (2011)
- 더 라스트 포스트 (2011)
- 블랙 데스 (2010)
- 체리밤 (2009)
- 앵거스통스 (2008)
- 와일드 차일드 (2008)
- 이지 버츄 (2008)
- 크랜포드 (2007)